# Betsimisaraka viettealis
Betsimisaraka viettealis är en fjärilsart som beskrevs av Antoine Fortuné Marion 1955. Betsimisaraka viettealis ingår i släktet Betsimisaraka och familjen mott. Inga underarter finns listade i Catalogue of Life.